# 川上千尋
川上 千尋（かわかみ ちひろ、1月27日 - ）は、日本の女性声優、イラストレーター。埼玉県三郷市出身。DoubleArrow所属。

## 人物
声優を意識し始めたのは高校生の時で、入学式の日に自己紹介をした後、声優好きの同じクラスの女子が「声が特徴的だから、声優になったほうがいいよ」と言ってくれたことがきっかけである。
両親が共働きだったため、学校や習い事に行く時間以外は、ひとりで夕方にアニメを観るのが習慣だったとのこと。
特技は油絵・イラストで、中学・高校の美術の教員資格を有し、自身の出演する番組や朗読劇ではイラストを担当している。美少女イラスト雑誌「E☆2」にて連載している自身のコラム内のイラストを担当していたり、アニメイトタイムズにて配信中の「川上千尋StoryJukeBox」では、『彩星～saisei～』というイラストとコラムを連載している。ドラマCD『あにめたまえ！天声の巫女ドラマCD　-たたりたまえ!?式宮七瀬の挑戦！-』の付録冊子では、自身が担当した鳴神はららのイラストを寄稿している。
2010年4月から2015年11月まではぷろだくしょんバオバブに、2016年4月から2018年10月まではオブジェクトに所属していた。2019年3月からはスペースクラフト・エージェンシー（旧スペースクラフト・エンタテインメント）に所属。2022年12月末をもって円満退所し、翌2023年1月よりDoubleArrowに移籍。

## 出演
太字はメインキャラクター。

### テレビアニメ
2013年
- 忍者ハットリくん（男の子、女の子）＊インド版
- 僕は友達が少ないNEXT（ハルコ）

2014年
- ドラえもん（テレビ朝日版第2期）（2014年 - 2025年、男の子B、チームメイトA、女子B、友達B、山田 他）

2015年
- アイカツ!（2015年 - 2016年、天羽まどか）

2016年
- NEW GAME!（2016年 - 2017年、みう〈ゆんの妹〉、ウエイトレス、プログラマー、店員） - 2シリーズ
- Bloodivores（ワン・フォン）

2018年
- 銀河英雄伝説 Die Neue These 邂逅（ラインハルト〈少年期〉）
- うさぎのマシュー（ケロン）

2019年
- 世話やきキツネの仙狐さん
- アイカツオンパレード!（2019年 - 2020年、天羽まどか）

2020年
- 恋する小惑星（女子）
- ゾイドワイルド ZERO（男の子）
- 神達に拾われた男（アローネ）
- 半妖の夜叉姫（彦丸）

2022年
- シルバニアファミリー シリーズ（2022年 - 2023年、お客さん、アビゲール、ブリアナ） - 2シリーズ

2023年
- とあるおっさんのVRMMO活動記（プレイヤー、調合士、死者の迷宮の守り人）

2024年
- 声優ラジオのウラオモテ（女子生徒、女性スタッフ）
- パズドラ（デッシー、女性警官）

2025年
- 外れスキル《木の実マスター》 〜スキルの実（食べたら死ぬ）を無限に食べられるようになった件について〜（男の子）
- この会社に好きな人がいます（経理部女性社員、リポーター、女性客、女性社員、店員）

### 劇場アニメ
- アイカツ! ～ねらわれた魔法のアイカツ!カード～（2016年、天羽まどか[21]）
- アイカツ!×プリパラ THE MOVIE -出会いのキセキ!-（2025年、天羽まどか[22]）

### ゲーム
2013年
- アイコレ～with you～（彩坂弓弦）
- DIABOLIK LOVERS MORE,BLOOD （クリスティーナ）

2014年
- ラストサマナー（こころ<沖田総司>、エリザベート<ヴラド・ツェペシュ>、モナ・リィズ<レオナルド・ダ・ヴィンチ>、忍<服部半蔵>、美烏<明智光秀>、ラミアン<ラクシュミー・バーイー>）

2015年
- データカードダス アイカツ！2015シリーズ4弾～6弾（天羽まどか）
- アイカツ! My No.1 Stage!（天羽まどか）
- DIABOLIK LOVERS DARK FATE（クリスティーナ）

2016年
- データカードダス アイカツ！2016シリーズ1弾～4弾（天羽まどか）
- アイカツ! フォトonステージ!!（天羽まどか）
- ICARUS ONLINE（メルディ）
- ファンタジーウォータクティクス（ドリュアスセレンディ、ヒューマノイドキティ、ヒーラーニルヴァーナ）
- ブレイブリークロニクル（イルミナ、マルバス）
- 神航の地平線（アイナ、テレサ）
- クイズRPG 魔法使いと黒猫のウィズ（フェルム）
- 消滅都市2（ミナコ）
- 御城プロジェクト:RE（ユクエピラチャシ、内城）

2017年
- フィッシュアイランド2（ルーキー）
- ナイツクロニクル（アナ、ナビ）
- 幻獣契約クリプトラクト（2017年 - 2023年、ジェミ・ジェニ、アンジュ、アスロスティア）
- 逆転オセロニア（イーグヤーホ）
- 城とドラゴン（クイーンビー）
- 最終戦艦withラブリーガールズ（ワシントン）

2018年
- オルターレコードアジャストメント（善鬼）
- テリア・サーガ（パンタロ、ベイリー）

2019年
- GANBIT（カタパルト・カエル剣士）
- エンゲージプリンセス（ルイーザ）
- ブラウンダスト（ルクレチア/シンシア）
- アルテイルNEO（バネット、ヴァイスフォーゲル、エルネート、アカネ、ディアー・カトレア、スケーニカ 他）

2020年
- データカードダス アイカツオンパレード！（天羽まどか）
- ビッグバッドモンスターズ（アッキーナ）
- フードファンタジー（中華海藻、雲丹、アンデッドパン）

2024年
- 銀河英雄伝説 Die Neue Saga（ラインハルト〈少年期〉）

### アプリ
- アイカツ！しゃべるLINEスタンプ（天羽まどか）

### ドラマCD
- テラ娘屋ボイスドラマ（朗読ドラマ内役多数/メインパーソナリティ/イラスト）
- ドゥームズデイあやね（香芝メグミ）
- あにめたまえ！（鳴神はらら）
- ちょっとかわいいアイアンメイデン（村上千紗都）
- 悠久のユーフォリア 宿命の涙（貧食のタオ）
- アイカツ！ミュージックアワード 録り下ろしオリジナルドラマCD（天羽まどか）
- ラスボスの向こう側～最強の裏ボス＝邪神に転生したけど、1000年誰も来ないから学園に通うことにした～（アイリス）
- あにめたまえ！「雷神委員長はらら　妖怪風紀取締！（鳴神はらら）
- 永遠神剣・第3章　悠久のユーフォリア　ハイレゾ・コンテンツBOOKvol.1（貪食のタオ）
- TVアニメ/データカードダス『アイカツ!』&『アイカツスターズ!』スペシャルドラマCD（天羽まどか）
- TV「NEW GAME!!」ドラマCD 第1巻（みう）
- 誰かこの状況を説明してください！（侍女B[24]、ダリア）
- 乙女ゲーム六周目、オートモードが切れました。（マリアベル[24]）
- 第5護衛隊群かく戦えり-女子部（映画『空母いぶき』より）（近藤隆夫/迫水洋平）
- 誰かこの状況を説明してください！～契約から始まるウエディング～（ダリア）
- Octave!!SideOVER RUN!!TUNE.1（笹本亜美）
- しあわせラジオデイズ1～3 (六木ちひろ)
- Gift（開闢/晴久/チロル/遊成）
- Octave!!SideOVER RUN!!TUNE.2（笹本亜美）
- Octave!!SideOVER RUN!!TUNE.2（笹本亜美）

### 吹き替え

#### ドラマ
- レバレッジ 〜詐欺師たちの流儀 シーズン3（少女、ウエイトレス）
- 個人の趣向（女性社員）
- Hawaii Five-0 シーズン2（キャット）
- グッドラックチャーリー（テイラー）
- LOVE RAIN（女学生）
- アラン・バンクス（ハンナ）
- スキップ・ビート! 〜華麗的挑戦〜（宝田マリア）
- 花ざかりの君たちへ（女子生徒）
- ボルジア 欲望の系譜（ルクレツィア・ボルジア）
- キスは背伸びして（ティンホアの妹）
- 馬医（副太守の娘、医女）
- キム・マンドク（ファスン）
- レバレッジ 〜詐欺師たちの流儀 シーズン5（クリスティン）
- うわさのツインズ リブとマディ（キャシー）
- ブラックリスト（息子、ダイアナ、ジャッキー）
- ブレイキングバッド（ケイリー、キーラ）
- BONES - 骨は語る - シーズン9（ジリアン、モリー）
- 君の声が聞こえる（女子生徒、女性店員）
- ナイトライダー（女優）
- TRUE DETECTIVE（オードリー）
- ぼくはクラレンス!（エイミー）
- ブラックリスト シーズン2（少女リズ、エルサ、アン・バイ）
- ベター・コール・ソウル（ケイリー、ジョジョ）
- ジェシカ・ジョーンズ（ルーシー、シャニース）
- みんなのウミズーミ シーズン2（女の子、男の子、ヒヨコ）
- ベター・コール・ソウル シーズン2（ケイリー）

#### 映画
- ジャックと天空の巨人（幼いイザベル[25]）

### ボイスオーバー
- ULTIMATE SOLDIER CHALLENGE（レベッカ）
- グラウンドゼロ　知らぜらる現場検証（ローズマリー・ケイン、リズ・ロザート、エレイン・マール・キャッシュ、ハディ・マーケソン）
- B階段の奇跡～9.11からの生還～（ジョセフィンハリス、クリスティーン、キャスリーン、ジュディ・ジョナス）

### デジタルコミック
- 【18歳選挙】モーションマンガ 軽いノリじゃダメですか?（2016年、アスカ）
- Com!cFestaアニメZONE キスまで､あと1秒｡（2017年、澤野もえぎ[26]）
- WEBvoicecomic ぷれっぱ！（2018年、瀬戸まりも）
- Renta！『酒と恋には酔って然るべき』（2020年、藤井松子）
- Renta！『恋するお嬢様はパパと呼びたくない』（2020年、榊可憐）

### ナレーション
- 声優グランプリV（番組CMナレーション）
- 声優グランプリチャンネルCM（番組CMナレーション）
- 声優グランプリチャンネル（番組ナレーション）
- パチってる場合ですよ！（番組ナレーション2013年11月～）
- 三越伊勢丹通販カタログ（「I＇mアイム夏号」テレビCMナレーション、「I＇mアイム冬号」テレビCMナレーション）
- ポケテレ上野の森美術館（VTR中のナレーション）
- ニコ生声優グランプリチャンネル（番組ナレーション）
- DVD 大崎一万発とヒロシ・ヤングがオリ術&ガイドのライターでオモロいことしてみた!（番組ナレーション）
- これだけで間に合う 初めての人の接客ひとこと英会話 CD-BOOK（女性店員ナレーション）
- 大崎一万発とヒロシ・ヤングがｽﾛ術&ｽﾛｶﾞｲのﾗｲﾀｰでもｵﾓﾛいことしてみた!	番組ナレーション（DVD）
- N-star「N-starちゃん」CV担当	CMナレーション
- コミックRenta! WEB CMナレーション

### ラジオ
※はインターネット配信。
- 金元寿子のテラ娘屋〜teller girl's house〜（2013年 - 2014年、声優グランプリ チャンネル※）アシスタント
- 金元寿子・川上千尋のテラ娘屋〜teller girl's house〜（2014年、声優グランプリ チャンネル※、2015年 - 、テラ娘屋チャンネル※）
- 川上千尋のテラ娘茶屋〜teller girl's cafe〜（2015年 - 、テラ娘屋チャンネル※）
- 川上千尋のStoryJukeBox（2015年 - 、アニメイトTV※）

### ラジオドラマ
- FMシアター『逆回りのお散歩』（NHK-FM：2013年12月21日、全1回[27]）（アナウンス/合わサルちゃん）

### テレビ番組
- アニメTV（2015年3月19日）イベント宣伝
- テレビ東京『アニメマシテ』（2016年2月22日）ゲスト出演

### MC
- 第2回ライト文芸新人賞アリアンローズ部門授賞式（キャラクターお祝いコメント各作品ヒロインCV）
- ニコカド祭り「ぷにちゃん先生ネットサイン会」MC

### 舞台/朗読劇
- WitchRooR ブランコ乗りのサン=テグジュペリ（2014年12月3日 - 2014年12月7日）（愛涙・涙海役/劇中イラスト、舞台美術）
- ゆめかつ朗読劇「真夏の夜の夢」（2017年7月15-16日）（ハーミア、妖精王オーベロン）
- 全校朗読会（2017年12月1日）（出演/劇中イラスト）他多数
- 川上千尋単独朗読劇 星綵project vol.1「天秤座☆蠍座」 ＠Perfoming Gallary&Cafe（2018年1月6日-7日）（主演、歌唱/劇中イラスト、舞台美術）他多数
- 番組合同イベント「 ボイスガレッジ シアターVol.1～朗読劇～ 」 ＠東京証券会館（2018年4月21日）
- 埼玉県三郷市主催「みさと秋の読書まつり2018」	朗読公演出演（2018年10月13日）

### イラスト
- 声優朗読バラエティラジオ『金元寿子と川上千尋のテラ娘屋～teller girl's house～』
- 声優朗読バラエティラジオ『川上千尋のテラ娘茶屋～teller girl's cafe～』
- WitchRooR ブランコ乗りのサン=テグジュペリ
- 月猫とリュート 2nd Mini Album ［Ray of Circle］[28]
- 美少女イラスト雑誌『E☆2』（ラジオSJB連動企画　コラム＆イラスト2016年～2022年）
- 美少女イラスト雑誌『E☆2frontier』（ラジオSJB連動企画　コラム＆イラスト2022年）
- ドラマCD『あにめたまえ！天声の巫女ドラマCD　-たたりたまえ!?式宮七瀬の挑戦！-』付録冊子　寄稿
- 声優朗読バラエティラジオ『金元寿子と川上千尋のテラ娘屋～teller girl's house～』公式LINEスタンプ2018年5月リリース
- 彩星～saisei～（ラジオSJB連動企画　コラム＆イラスト2022年～連載中）
- ラジオ番組「声優！遠藤瑠香のふれあい広場」(ロゴ制作)
- ライブ「A×Acalnival」（ロゴ制作）
- 少女文学館：少女文学第六号『ハピネス』著：木爾チレン（扉絵）

### その他コンテンツ
- アイカツ！LIVE イリュージョン ～3大チーム！ドリームマッチ♪～（天羽まどか）
- スマートコミック「パステル家族」プロモーションムービー（イメージソングの歌唱）
- 講談社「おともだち♡ピンク『ひみつのポムポムちゃん』」（ポムポム〈りんご〉）
- チョクメ！ (2016年2月14日-)
- 「アイカツ！」LINEスタンプ第2弾　アイカツ！しゃべるスタンプ　（天羽まどか）
- ダ・ヴィンチニュース「声優図鑑」2016年8月23日
- 講談社「おともだち♡ピンク」1月増刊『ひみつのポムポムちゃん』スペシャルムービーDVD ポムポム　（ポムポム（りんご））
- 「エルブームSSシナリオ大賞」（朗読を担当）
- 三郷市「広報みさと」2018年11月号10月13日発行「みさと秋の読書まつり」
- 三郷市「広報みさと」2018年12月号11月13日発行「川上千尋インタビュー」
- オーディオドラマ『第5護衛隊群かく戦えり -女子部-（映画『空母いぶき』より）』（2019年、近藤隆夫[29]）
- 三郷市「広報みさと」2019年8月号7月13日発行「三郷市立北中学校講演」
- 埼玉県三郷市立北中学校開校60周年記念誌　（寄稿）
- アーケードゲームStepManiaX『IEVAN POLKA 』2022年11月22日

### シリーズ一覧
1. ↑  第1期（2016年）、第2期『NEW GAME!!』（2017年）
2. ↑  『フレアのハッピーダイアリー』（2022年）、『フレアのゴー・フォー・ドリーム!』（2023年）